# Arent van Wijnendale

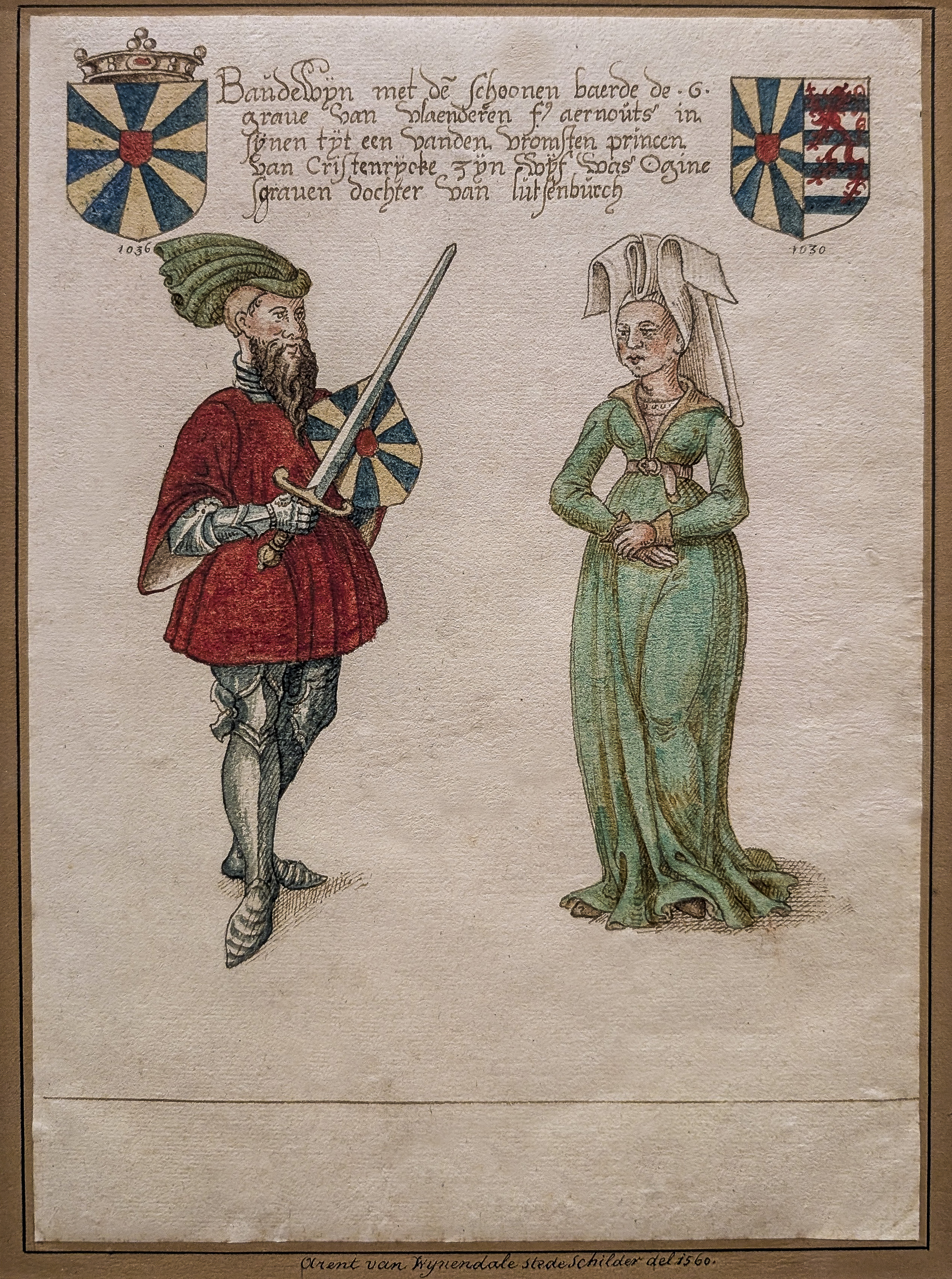
Boudewijn IV van Vlaanderen en Otgiva van Luxemburg

Arent van Wijnendale, ook Arend van Wijnendaele (Gouda (?), 16e eeuw - Gent, 16 november 1592) was een schilder, werkzaam in Gent. Hij was lid en verschillende keren ook bestuurslid van het Gentse schildersambacht (het Sint-Lucasgilde) en voerde verschillende opdrachten voor het stadsbestuur van Gent uit. 
Zijn bekendste werk is een album met vaak unieke pentekeningen van kerken, kloosters, andere gebouwen (rond de Sint-Baafsabdij) en grafmonumenten in Gent, die vernield of beschadigd werden in de loop van de 16de eeuw, op bevel van keizer Karel V in 1540 of door de opeenvolgende Beeldenstormen tussen 1566 en 1580. Het album bevat voorts portretten van de graven van Vlaanderen die begraven zijn in de Gentse Sint-Pietersabdij, van de Franse koning Dagobert I, die deze abdij stichtte, en van de Spaanse koning Filips II als grootmeester van de orde van het Gulden Vlies tijdens het Gentse kapittel in 1559, naast het wapen van de Bourgondische hertog Filips de Goede, als stichter en eerste grootmeester van deze prestigieuze ridderorde. De tekeningen in het album Arent Van Wijnendale werden door de tekenaar zelf en vanaf 1592 ook door de koper van het album, de Gentse edelman en kroniekschrijver Christoffel van Huerne (1550-1629), geannoteerd met historische en legendarische aantekeningen. Het album neemt daarom ook de vorm aan van een lokale kroniek van Gent in beelden (Van Huerne geeft het werk de titel: Memorie ende conste van meester Arent van Wijnendale). Ten slotte bevat het album ook twee afbeeldingen van dieren: een vreemde eend, die Van Wijnendale in Alkmaar zag en naar het leven tekende in 1580, en een fabeldier (slangdraak of basilisk), die door Van Huerne is getekend.

## Geboorte

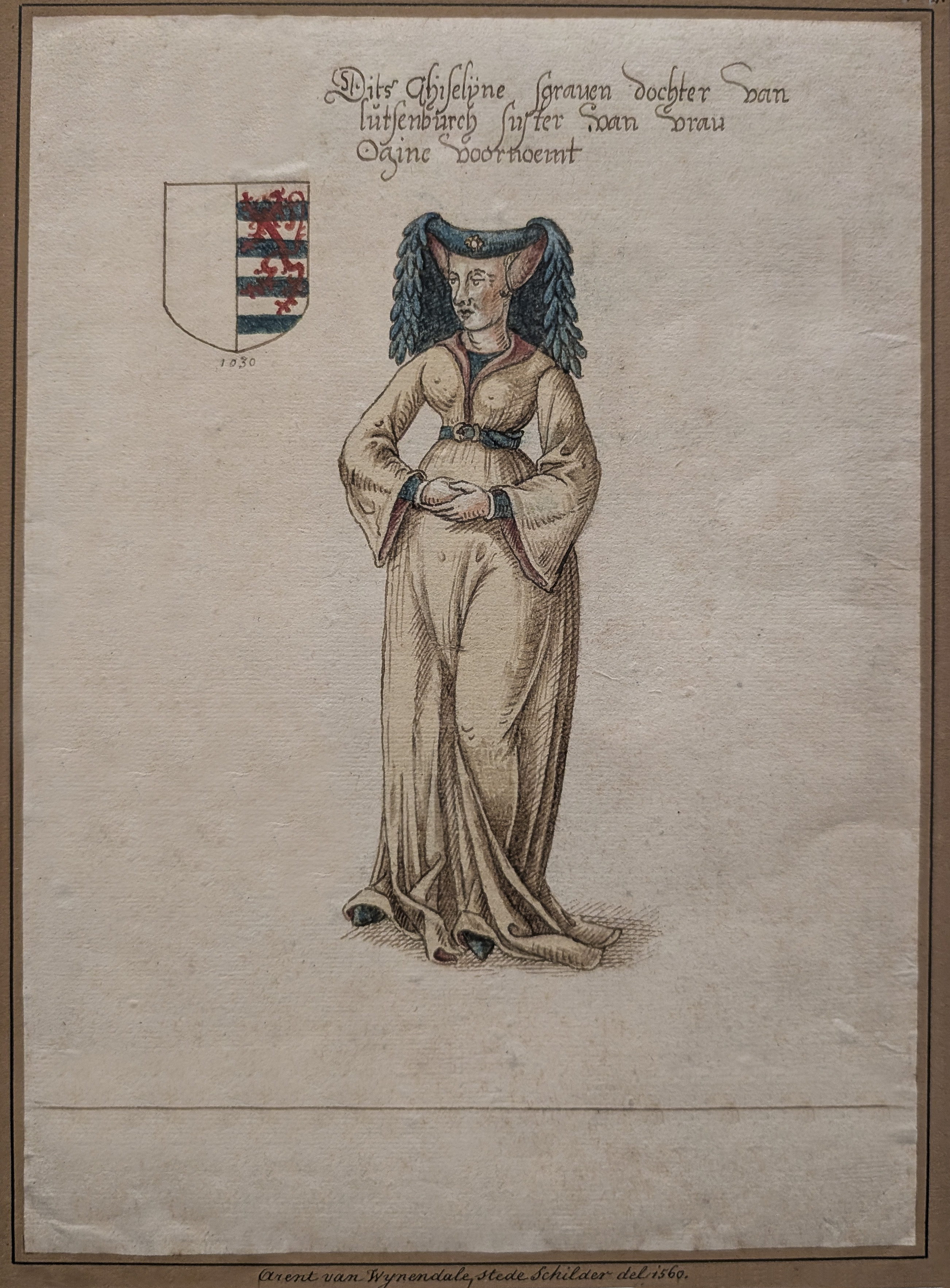
Gisela van Luxemburg (ca. 1009-1058)

Zijn geboortejaar is niet gekend. Volgens sommigen was hij afkomstig van Gouda, maar het is niet duidelijk uit welke bron deze informatie komt.

## Huwelijk en kinderen
Hij was gehuwd met Martine Hardy. Samen hadden ze een dochter, Barbara, die stierf in 1616 in Gent.

## Ambachtsmeester
Ergens tussen 1540 en 1574 werd hij opgenomen als meester in het Gentse schildersambacht of Sint-Lucasgilde. Een precieze datum is niet te achterhalen omdat het (authentieke deel van het) oudste ambachtsregister pas aanvangt in 1574. Tussen dat jaar en zijn overlijden werd hij drie keer verkozen als lid van het ambachtsbestuur van de Gentse schilders: in 1574-75, 1577-78 en 1591-92 was hij telkens een van de twee gezworenen.

## Werken
Arent van Wijnendale kreeg verschillende opdrachten van het Gentse stadsbestuur. Christoffel van Huerne noemt hem daarom, op de titelpagina van het door hem in 1592 gekochte album, "stede schildere" of stadsschilder van Gent.   
Naar aanleiding van het kapittel van de Bourgondische ridderorde van het Gulden Vlies in Gent in 1559 kreeg hij de opdracht om de blazoenen of wapens van de Vliesridders, bij een vorig kapittel in Gent, in 1445, geschilderd op het koorgestoelte van de Sint-Baafskathedraal (die in 1445 nog Sint-Janskerk heette), te restaureren. 
In de jaren 1570 en 1580 schilderde hij meermaals het blazoen of wapen van de voorschepen (een functie vergelijkbaar met die van burgemeester) op de kaft van het schepenregister van de keure en dat van gedele (van dat jaar).
Zijn bekendste werk, het zogenaamde album Arent van Wijnendale, is een verzameling van nu 42, en oorspronkelijk misschien 56 pentekeningen. Van de bewaarde tekeningen behoren er veertig tot de collectie van Archief Gent (inv. IC_AG_AVW). Twee andere (het fabeldier en de vreemde eend) werden recent herontdekt in de Gentse Universiteitsbibliotheek. Van een aantal (14?) andere andere tekeningen, waarvan de onderwerpen vermeld worden in veilingcatalogi uit 1823 en 1840, is de huidige bewaarplaats onbekend. 
Na de dood van de schilder in 1592 werd het album Arent van Wijnendale zoals gezegd gekocht, geannoteerd en van een titelpagina voorzien door de Gentse edelman Christoffel van Huerne (1550-1629), zelf eveneens Gents kroniekschrijver en genealoog. In de tweede helft van de 18de eeuw was het album in het bezit van Alphonse-Jean Huyttens (gestorven in 1791). 
In die periode, tussen 1768 en 1800, maakte de Gentse priester Jan Baptist Wemaer een kopie van dit album, dat door de Brugse kunstverzamelaar Jozef van Huerne de Puyenbeke (1752-1844), een verre nazaat van de eerste eigenaar, werd gekocht in 1800. Na zijn dood kwam het eerst bij de Gentse boekhandelaar Charles Duquesne en later bij een zekere heer Boone terecht, die het in 1862 verkocht aan de British Library (ms. 24.918). 
Het originele album werd door de weduwe van Huyttens, Anna-Joanna van Overwaele, geveild in 1823 en kwam in het bezit van de Gentse verzamelaar Jean-Baptiste Delbecq. Na diens dood in 1840 kwam het album opnieuw op een veiling terecht, waar het werd gekocht door de Gentse architect en verzamelaar Pierre-Jacques Goetghebuer (1788-1866). Hij verdeelde de tekeningen uit het album Van Wijnendale over zijn historisch-topografische atlas van Gent, die na zijn dood in 1867 werd aangekocht door de stad Gent. Tot 1935 werd het album samen met de zogenaamde Atlas Goetghebuer in de stads- en universiteitsbibliotheek in de oude Baudeloabdij aan de Ottogracht bewaard. In dat jaar verhuisde het album naar het Stadsarchief in de Abrahamstraat (op de twee tekeningen van de basilisk en de eend met vier vleugels na, die in de Universiteitsbibliotheek bleven), samen met het grootste deel van de Atlas Goetghebuer. Sinds 2005 wordt het bewaard in De Zwarte Doos, de thuisbasis van Archief Gent in Gentbrugge.

## Overlijden en begrafenis
Hij overleed op 16 november 1592 en werd begraven onder een grafplaat in de Sint-Niklaaskerk in Gent. Zijn grafschrift luidde, volgens een 19de-eeuws afschrift van oudheidkundige Edouard Callion 'Hier light begraven Arent Van Wienendaele, schilder, die overleedt den 17. november 1592 ende Martijne Hardy, sijne gheselnede die overleedt den … D'aertsche goet/ Mijn deughden cleene/ Christus roode bloet/ is mij, ten scheene.// Ick derven moet/ ick nu beweene,/en sijn ghenade soet/troost alleene./// Dat ick wel gaf is mij gebleven/ en dat ick hielt is mij begheven'.
Callion situeert en omschrijft de grafsteen: 'Bij het venerabel in eenen blauwen steen'(handschrift vermeld in de veilingcatalogus van de verzameling E. Callion in 1867 onder nummer 686: “Verzameling van opschriften der grafsteenen binnen Gent, in 4°, dem. rel. Recueil fait par Mr. Callion. La plupart des dessins des armoiries et des gravures qui se trouvaient sur les pierres tumulaires y sont reproduits avec soin et exactitude”, dit handschrift werd geveild bij Arenberg Auctions in Brussel in december 2019. De huidige locatie is onbekend).